# Mitterschlag (Gemeinde Langschlag)
Mitterschlag ist eine Ortschaft und eine Katastralgemeinde der Marktgemeinde Langschlag im Bezirk Zwettl in Niederösterreich.
Sie befindet sich westlich von Langschlag an der Bundesstraße B38, zum Katastralgemeindegebiet zählt auch noch die Rotte Hofgraben sowie die Einzellage Hahnmühle.

## Geschichte
Der Ort wurde 1395 zum ersten Mal schriftlich als Mitterslag erwähnt.
Im Eintrag der Josephinischen Fassion aus Jahre 1786/87 gab es im heutigen Ort 33 Häuser.
Im Jahr 1822 wurde der Ort als Dorf mit insgesamt 37 Häusern genannt, das nach Langschlag eingepfarrt war, wohin auch die Kinder eingeschult wurden. Die Herrschaft Großpertholz besaß die Ortsobrigkeit, die Herrschaft Weitra übte die Landgerichtsbarkeit aus, die Herrschaft Großpertholz besorgte die Konskription und hatte die Grundherrschaft inne.
Die Kapelle im Ort wurde 1831 errichtet.
Nach der Entstehung der Ortsgemeinden 1849 wurde der Ort eine eigenständige Gemeinde.
Laut Adressbuch von Österreich waren im Jahr 1938 in der Ortsgemeinde Mitterschlag ein Gastwirt, eine Mühle, ein Sägewerk, ein Schmied, ein Schneider, ein Schuster und mehrere Landwirte ansässig.
Im Zuge der Niederösterreichischen Kommunalstrukturverbesserung wurde der Ort durch die Auflösung der Gemeinde Mitterschlag am 1. Januar 1971 ein Teil der Gemeinde Langschlag.

## Siedlungsentwicklung
Zum Jahreswechsel 1979/1980 befanden sich in der Katastralgemeinde Mitterschlag insgesamt 47 Bauflächen mit 15.460 m² und 5 Gärten auf 603 m², 1989/1990 gab es 45 Bauflächen. 1999/2000 war die Zahl der Bauflächen auf 119 angewachsen und 2009/2010 bestanden 86 Gebäude auf 124 Bauflächen.

## Bodennutzung
Die Katastralgemeinde ist landwirtschaftlich geprägt. 236 Hektar wurden zum Jahreswechsel 1979/1980 landwirtschaftlich genutzt und 188 Hektar waren forstwirtschaftlich geführte Waldflächen. 1999/2000 wurde auf 216 Hektar Landwirtschaft betrieben und 205 Hektar waren als forstwirtschaftlich genutzte Flächen ausgewiesen. Ende 2018 waren 198 Hektar als landwirtschaftliche Flächen genutzt und Forstwirtschaft wurde auf 214 Hektar betrieben. Die durchschnittliche Bodenklimazahl von Mitterschlag beträgt 13,4 (Stand 2010).